# 一場千秋
一場 千秋（いちば ちあき、1981年9月28日 - ）は、東京都出身のアイドル、タレント、モデル。本名同じ。2001年に理子（りこ）に芸名を改名した。WOWOWの『天然少女萬NEXT-横浜百夜篇』で準主役として活躍した。東海大学附属望星高等学校卒業。

## 来歴・人物
- 身長は、161cm。
- バストは、80cm。
- ウェストは、57cm。
- ヒップは、82cm。
- 血液型は、A型。

### 「一場千秋」時代
- 1999年、芸能事務所オフィスクラージュに所属し、ファッション雑誌『Fine』の専属モデルとして活躍する。女優としては、WOWOWの『天然少女萬NEXT-横浜百夜篇』で準主役を演じ、注目されるようになった。
- 2001年3月、テレビ朝日系テレビドラマ『お前の諭吉が泣いている』までは、一場千秋を名乗った。

### 「理子」時代
- 2001年4月、フジテレビの番組に美月 理子（みづき りこ）として出演することもあったが、理子（りこ）に改名する。所属事務所は、MTMプロダクションとなった。

## 主な活動

### テレビドラマ
- 天然少女萬NEXT-横浜百夜篇（1999年11月25日・26日、WOWOW） - 準主役：三島里緒菜 役
- お前の諭吉が泣いている（2001年1月11日 - 3月15日、テレビ朝日） - 生徒：辻本かんな 役

### テレビバラエティ
- エブナイサタデー（2001年、フジテレビ） - エブサタガールズ

### CM
- アステル中部（1999年）
- ナムコ「ナンジャタウン」（1999年）
- 人にやさしく（フジテレビ）

### CD
- 天然少女EX『天然少女EX』 （1999年11月10日 イーストウエスト・ジャパン） - 天然少女EXとしてのアルバム。
SONIC DOVEプロデュース。収録曲「Happie Day!」では、メインボーカルを務めている。

### 雑誌
- Fine（日の出出版） - ファッションモデル